# Gertrude Vanderbilt Whitney

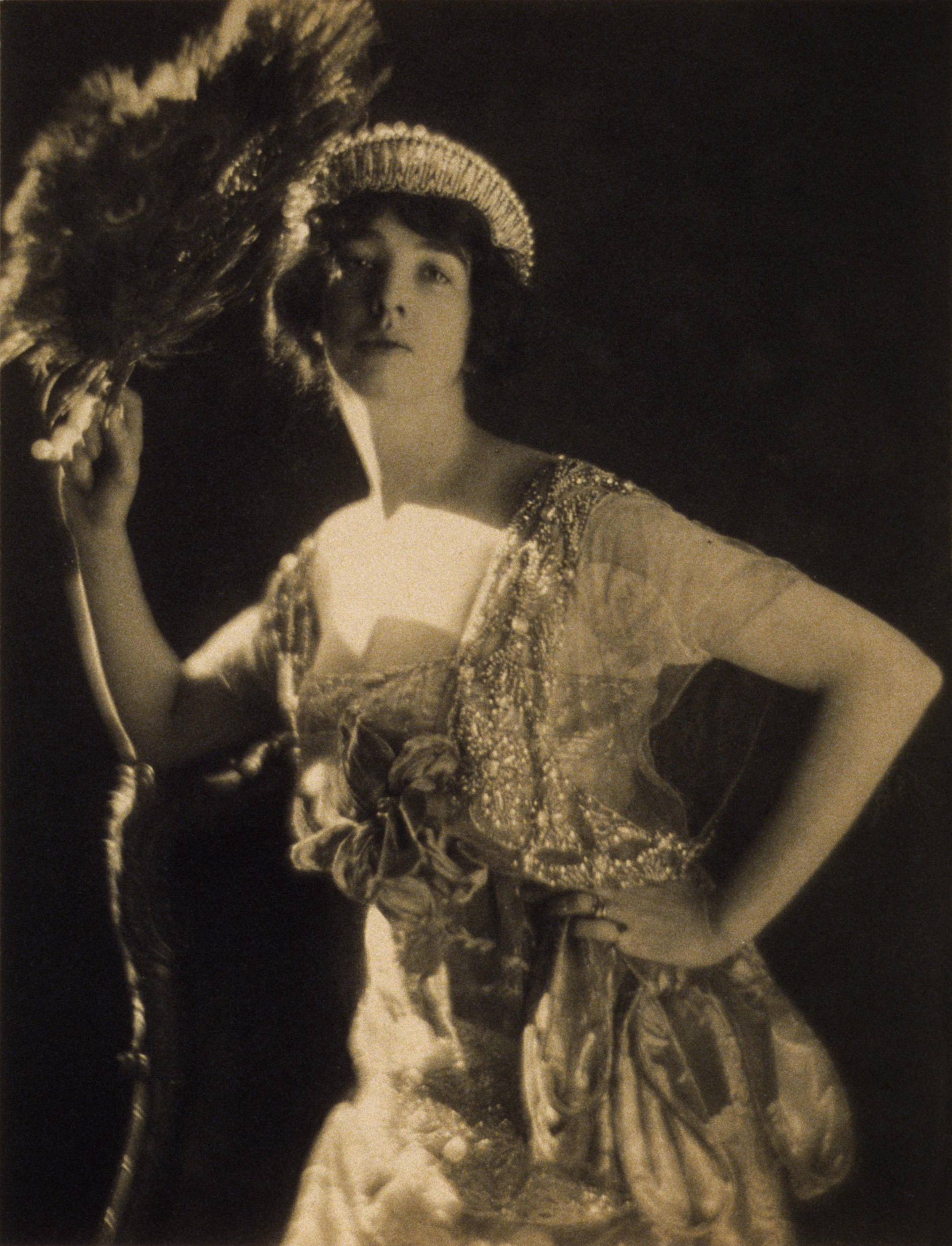
Gertrude Vanderbilt i Vogue, av Adolf de Meyer, 1917.

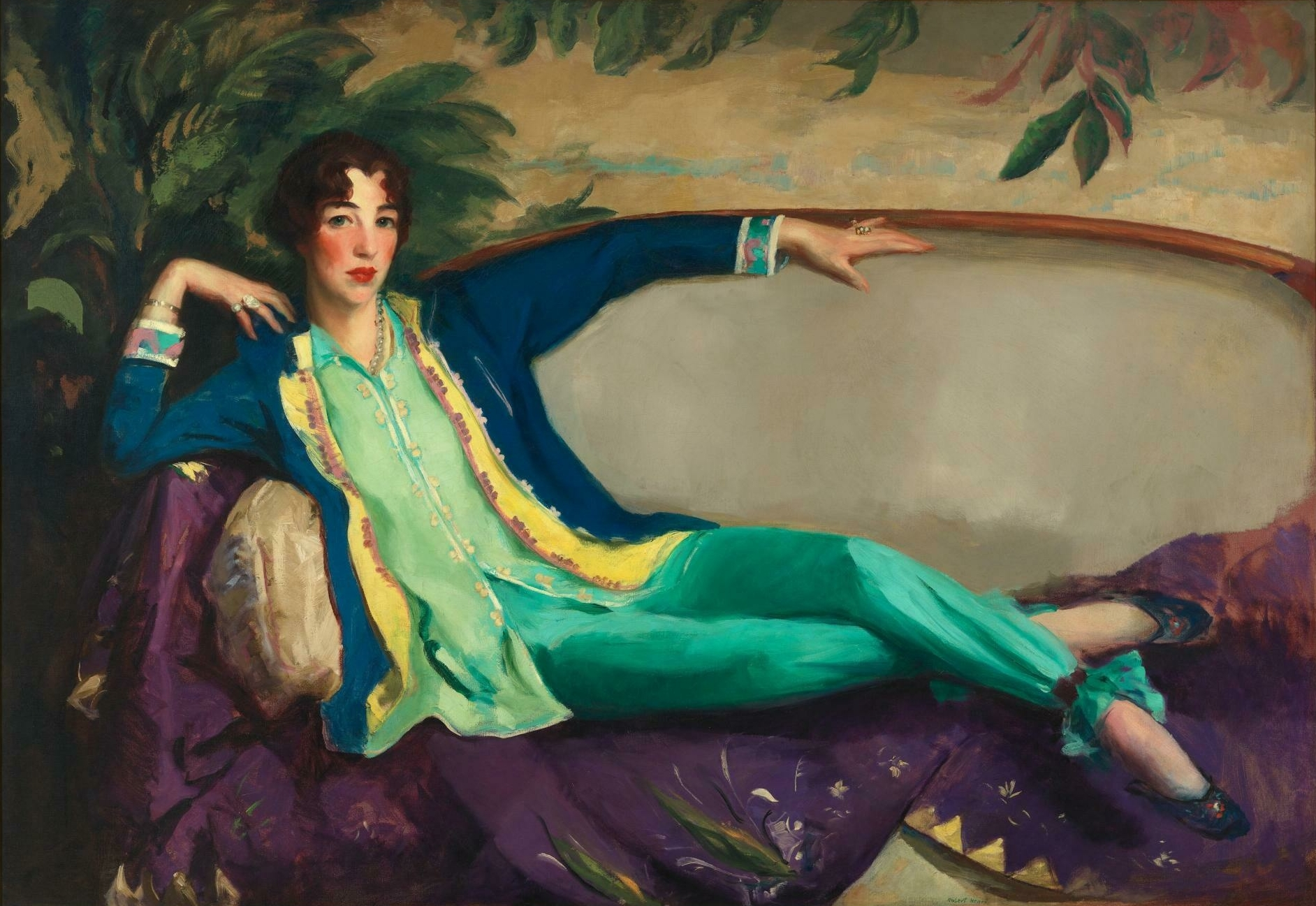
Robert Henri: Gertrude Vanderbilt Whitney, 1916.

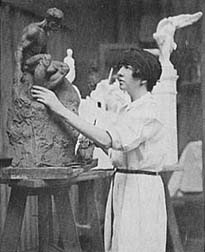
Gertrude Vanderbilt i sin ateljé, omkring 1920.

Gertrude Vanderbilt Whitney, född 9 januari 1875 i New York, död 18 april 1942 i New York, var en amerikansk skulptör och konstmecenat.
Gertrude Vanderbilt var dotter till Cornelius Vanderbilt II (1843–1899) och Alice Claypoole Gwynne (1852–1934). Hon gifte sig vid 21 års ålder med finansmannen Harry Payne Whitney (1872–1930). Under vistelse i Europa under tidigt 1900-tal upptäckte hon konstvärlden i Paris, vilket ledde till att hon utbildade sig till skulptör först på Art Students League of New York för Hendrik Christian Andersen och James Earle Fraser och därefter i Paris för Andrew O'Connor. Hennes första utställda verk var Aspiration, en nakenskulptur av en man i full skala, på en utställning i Buffalo, New York 1901. Från 1910 började hon ställa ut verk under eget namn. 
Gertude Vanderbilt var konstmecenat och understödde framför allt kvinnliga konstnärer. År 1922 säkrade hon finansieringen av  konstmagasinet The Arts. Hon var också huvudfinansiär för "International Composer's Guild," en organisation som främjade framförande av samtida musik.
År 1908 öppnade hon Whitney Studio Gallery i samma byggnad som sin egen ateljé på West Eighth Street i Greenwich Village. År 1914 grundade hon också Whitney Studio Club på 147 West 4th Street som en konstnärsklubb med utställningslokaler. År 1931 grundade hon Whitney Museum of American Art.
Gertrude och Harry Whitney hade tre barn. Maken dog 1930. 1934 fick Gertrude Vanderbilt Whitney, efter en mycket omskriven tvist med sin svägerska, Gloria Morgan Vanderbilt, vårdnaden om sin brorsdotter Gloria Vanderbilt.

## Offentliga verk i urval
- Aztec Fountain vid Pan American Union Building, Washington, D.C., 1912
- Victory Arch på Madison Square i New York, 1918-20
- Washington Heights-Inwood War Memorial i Mitchell Square Park i Washington Heights i New York, 1922
- Buffalo Bill - The Scout, Cody, Wyoming, 1924
- Untermyer Memorial, på Woodlawn Cemetery i Bronx i New York, 1925
- The Founders of the Daughters of the American Revolution, Constitution Hall i Washington, D.C., 1929
- Peter Stuyvesant Monument, New York City, 1936–39

## Bildgalleri

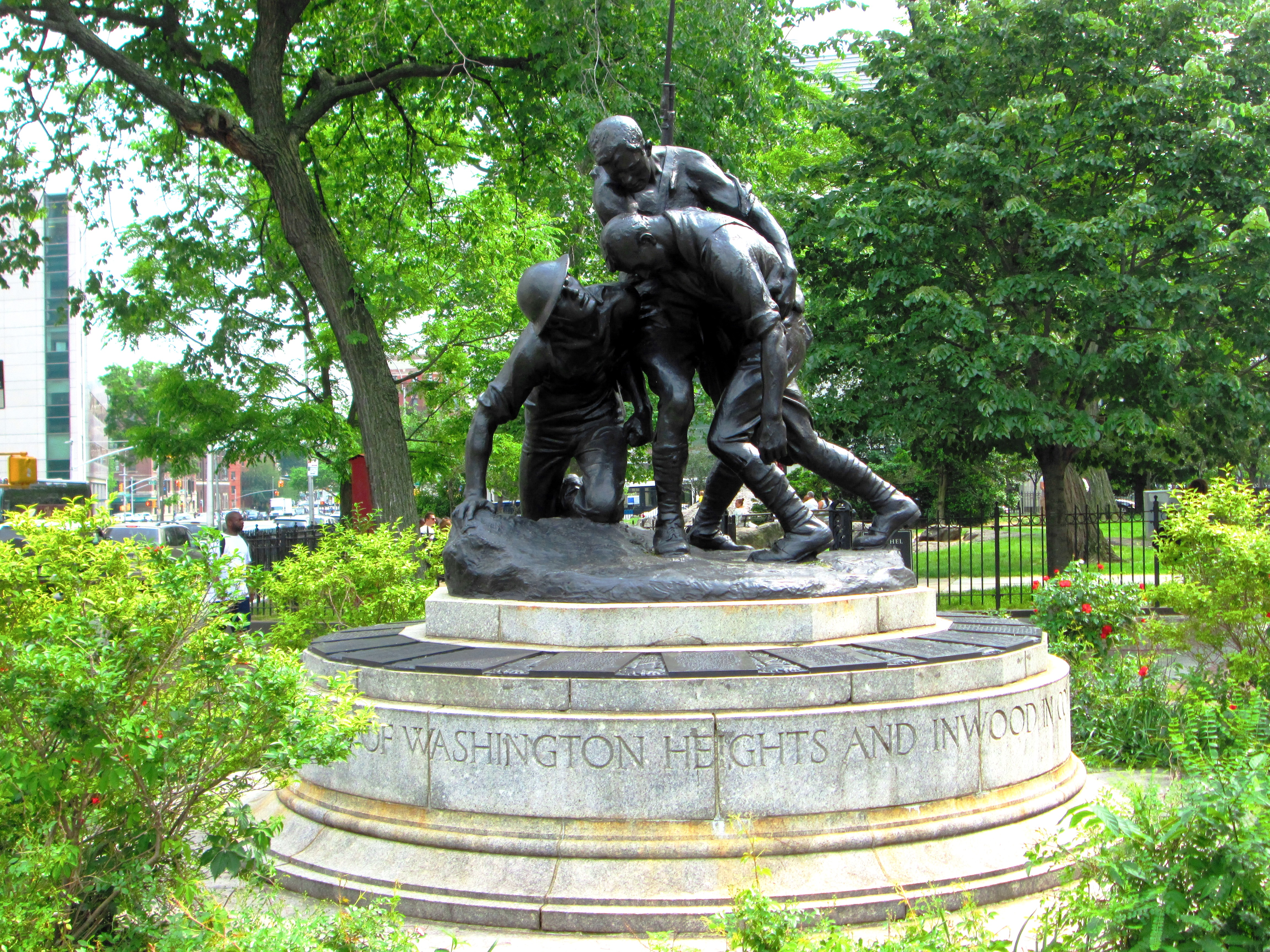
Washington Heights-Inwood War Memorial, New York
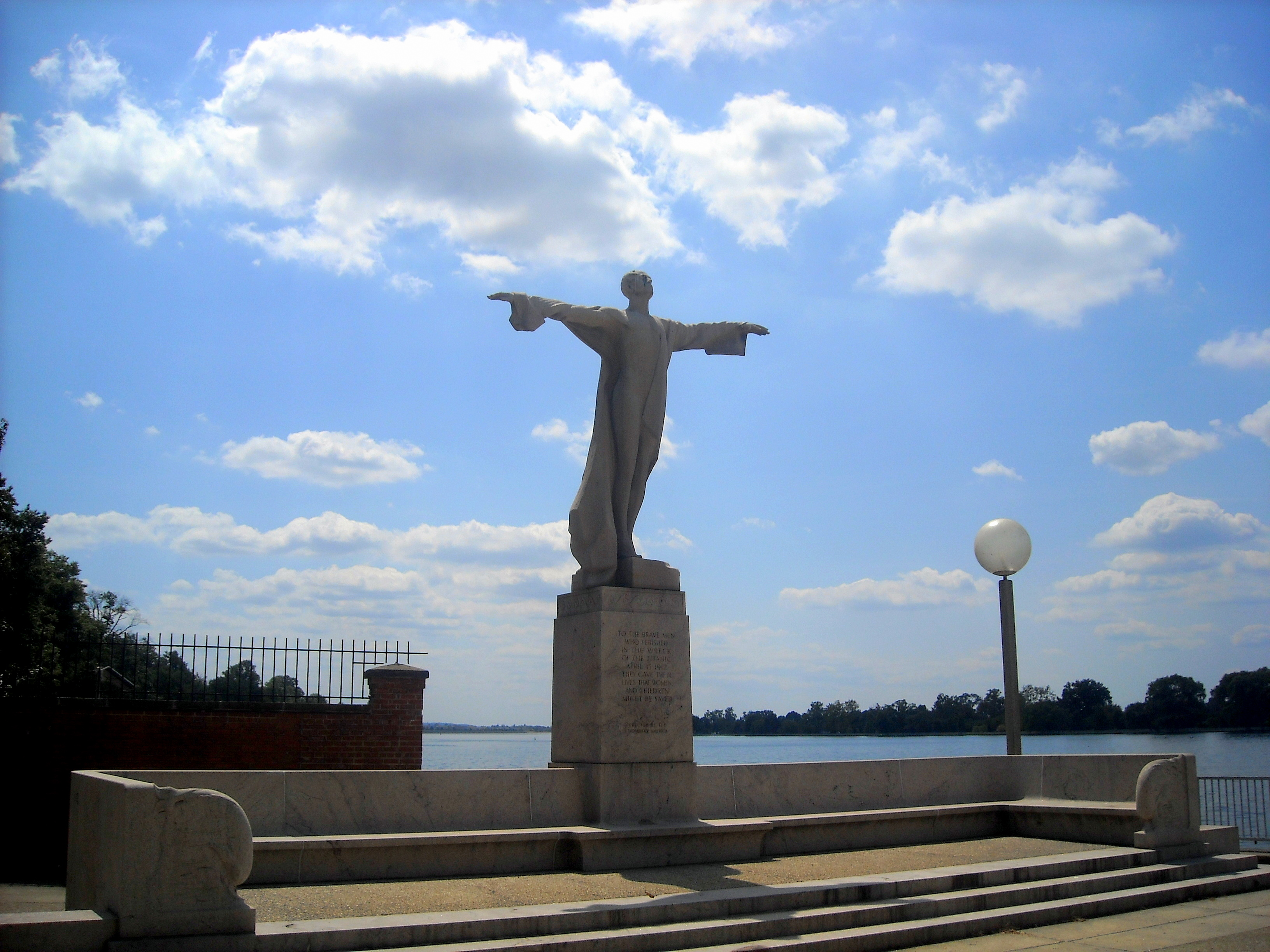
Women's Titanic Memorial, Washington, D.C.
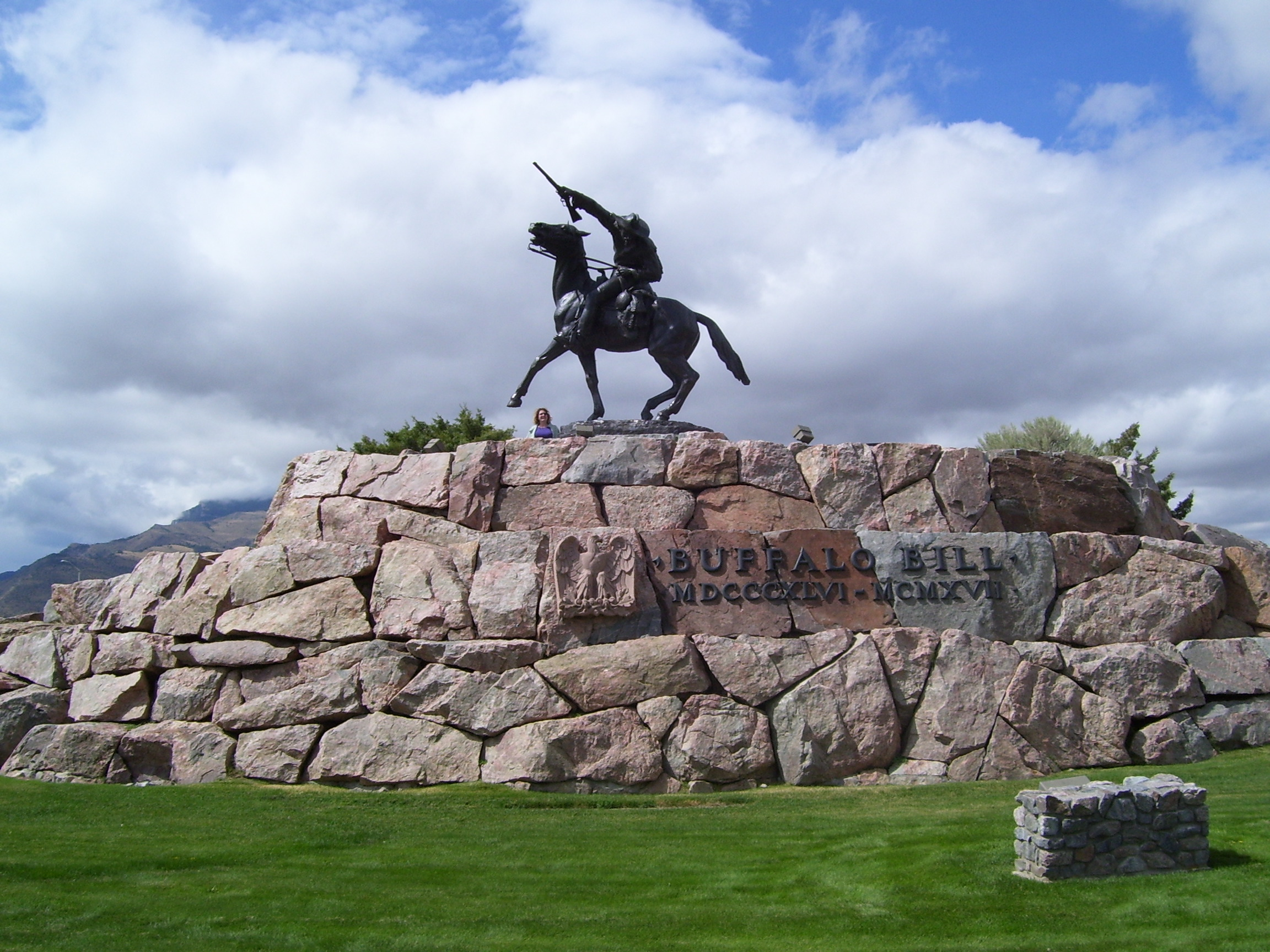
Buffalo Bill - The Scout, Cody, Wyoming
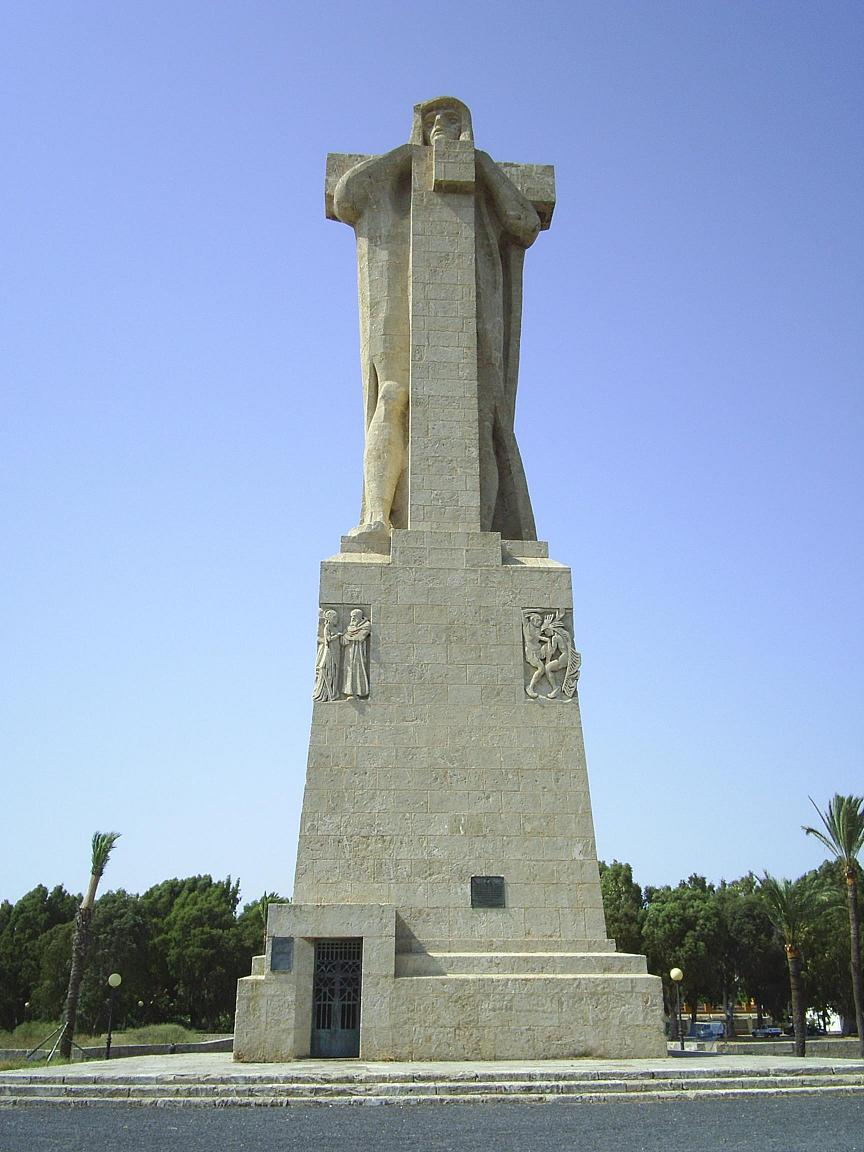
Monument to the Discovery Faith, Huelva i Spanien, 1928-33
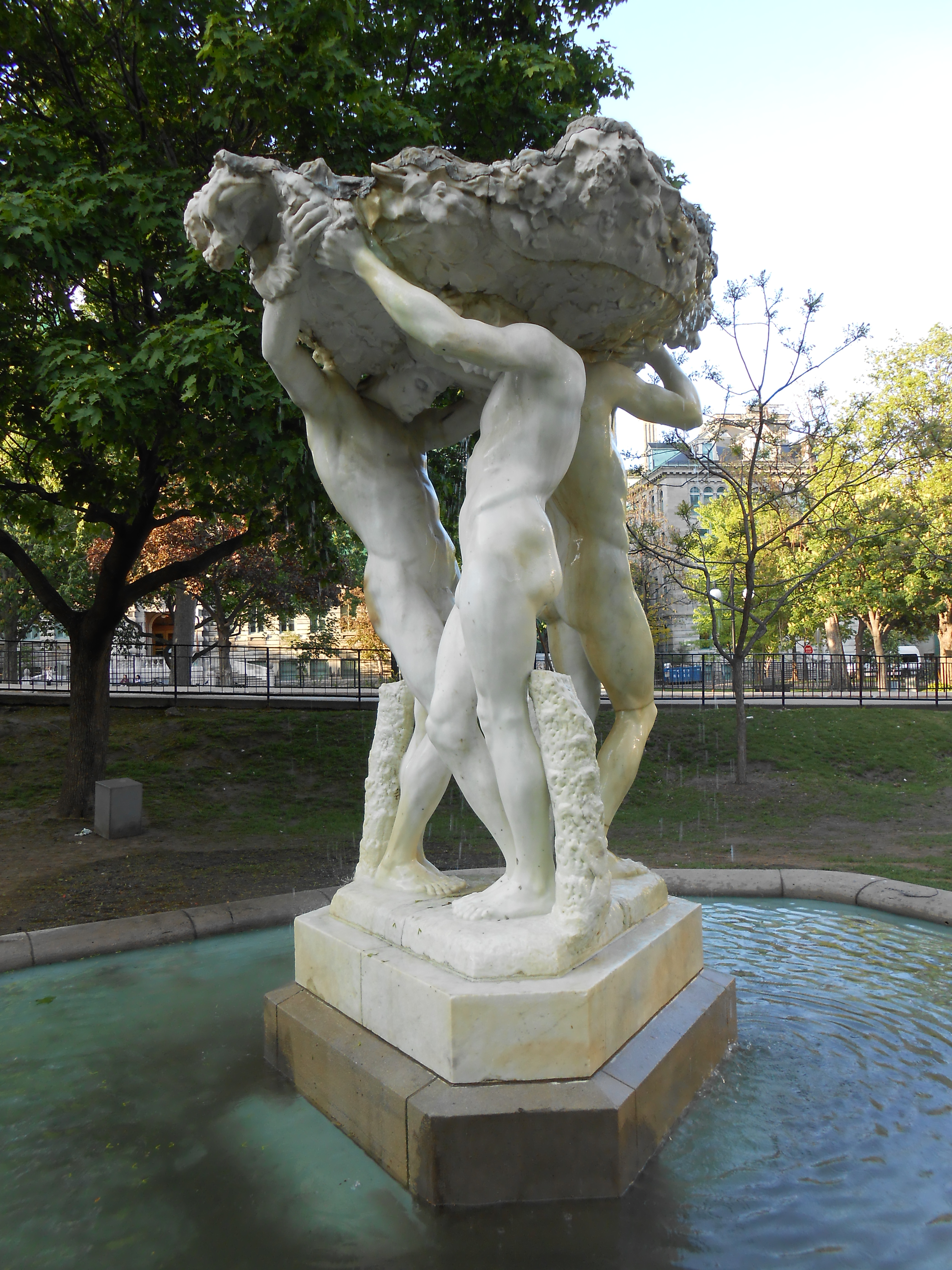
The Three Graces, McGill University, Montreal i Kanada, 1931
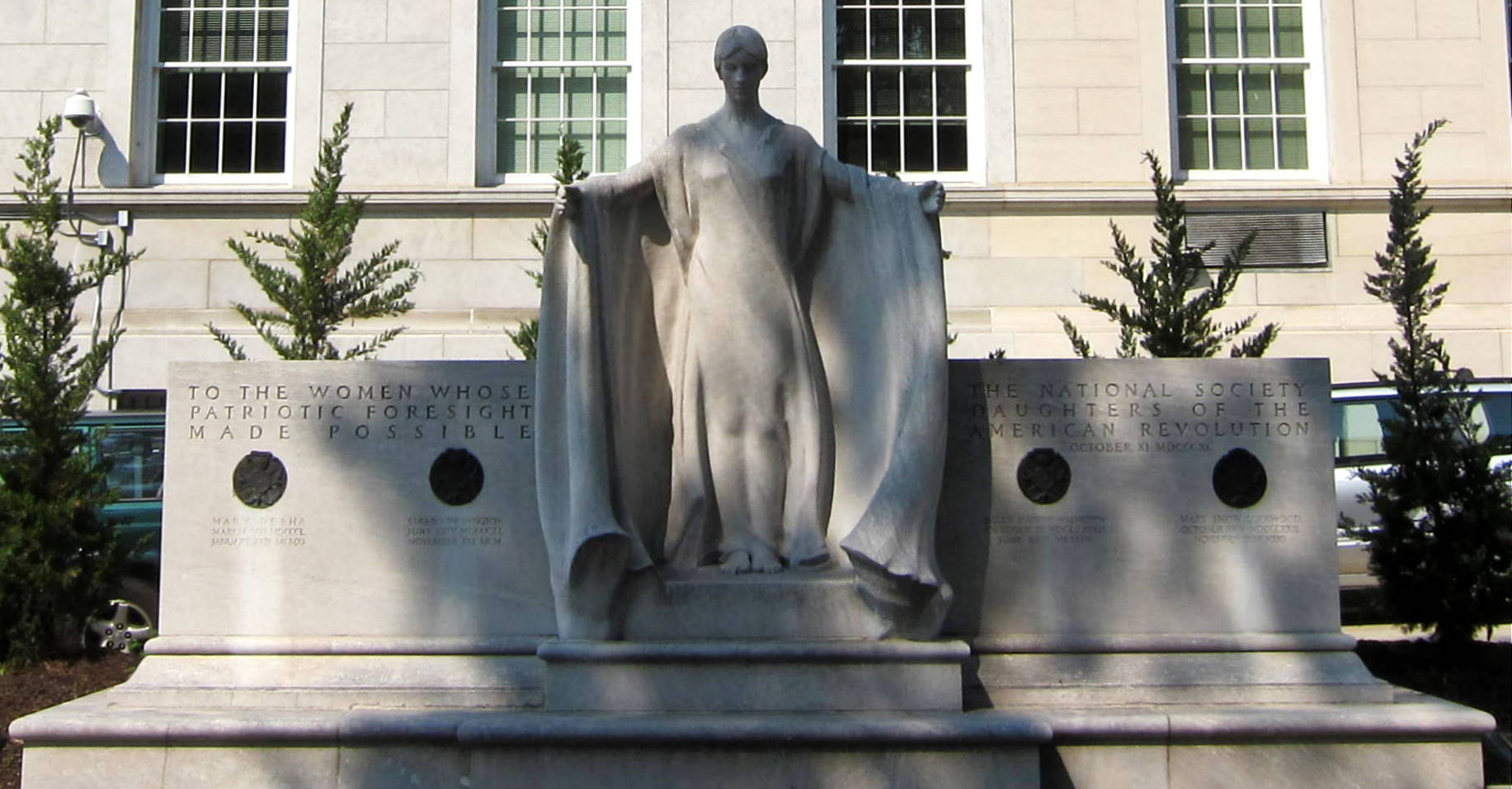
Founders of the Daughters of the American Revolution, Washington, D.C.
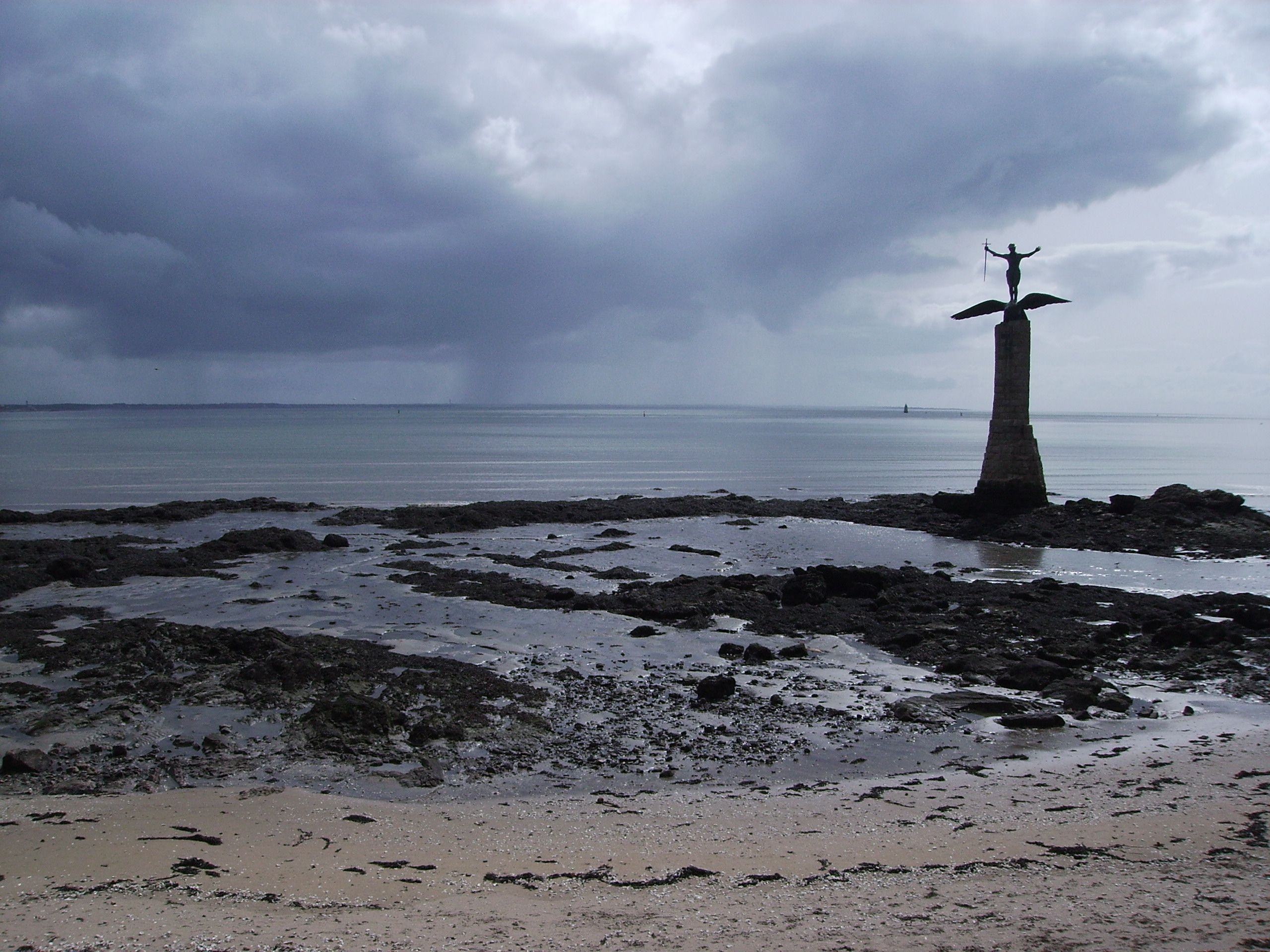
A.E.F. Memorial, Saint-Nazaire i Frankrike, 1924
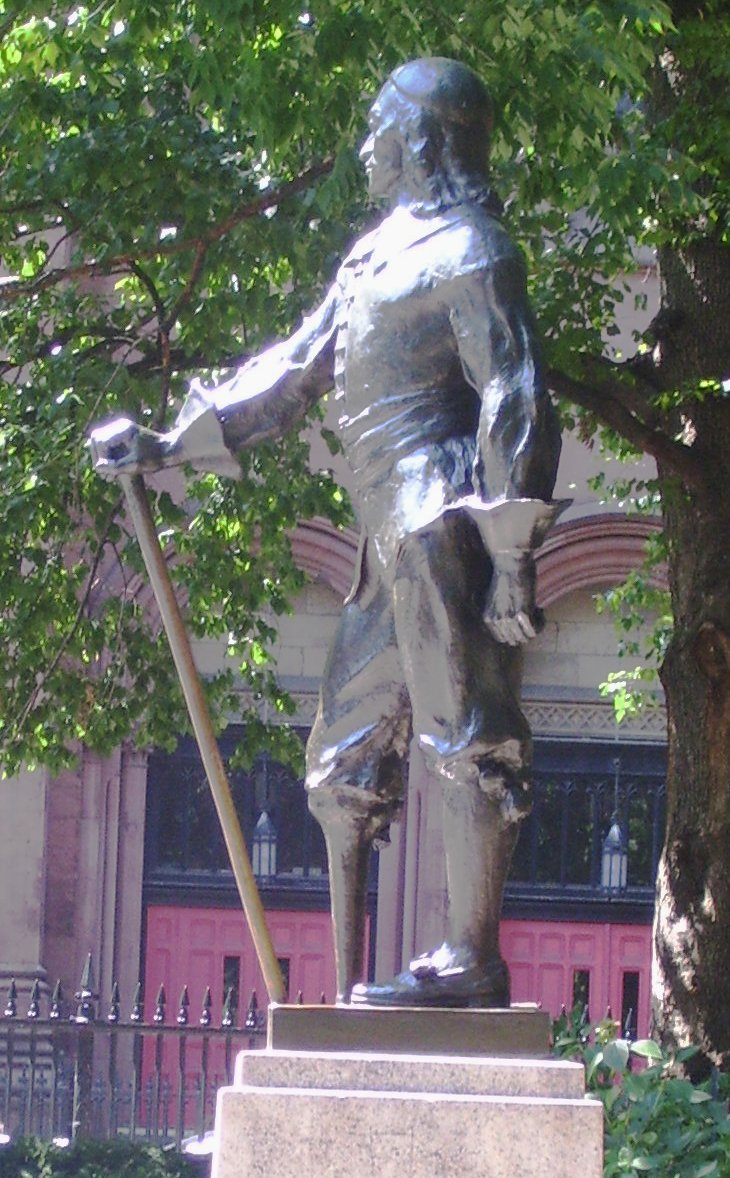
Peter Styvesant, New York